# Matti Suur-Hamari
Matti Suur-Hamari, né le 31 mai 1986, est un snowboardeur handisport finlandais.

## Biographie
Il est désigné porte-drapeau pour la cérémonie d'ouverture des Jeux paralympiques d'hiver de 2018.

## Palmarès

### Jeux paralympiques d'hiver
- Jeux paralympiques d'hiver de 2022
  -  médaille d'or en snowboard cross
- Jeux paralympiques d'hiver de 2018
  -  médaille d'or en snowboard cross
- Jeux paralympiques d'hiver de 2014
  - 11e en snowboard cross